# Škoda Citigo
La Škoda Citigo è un'auto di segmento A prodotta e commercializzata dalla casa automobilistica ceca Škoda dal 2011 al 2020.

## Profilo e contesto

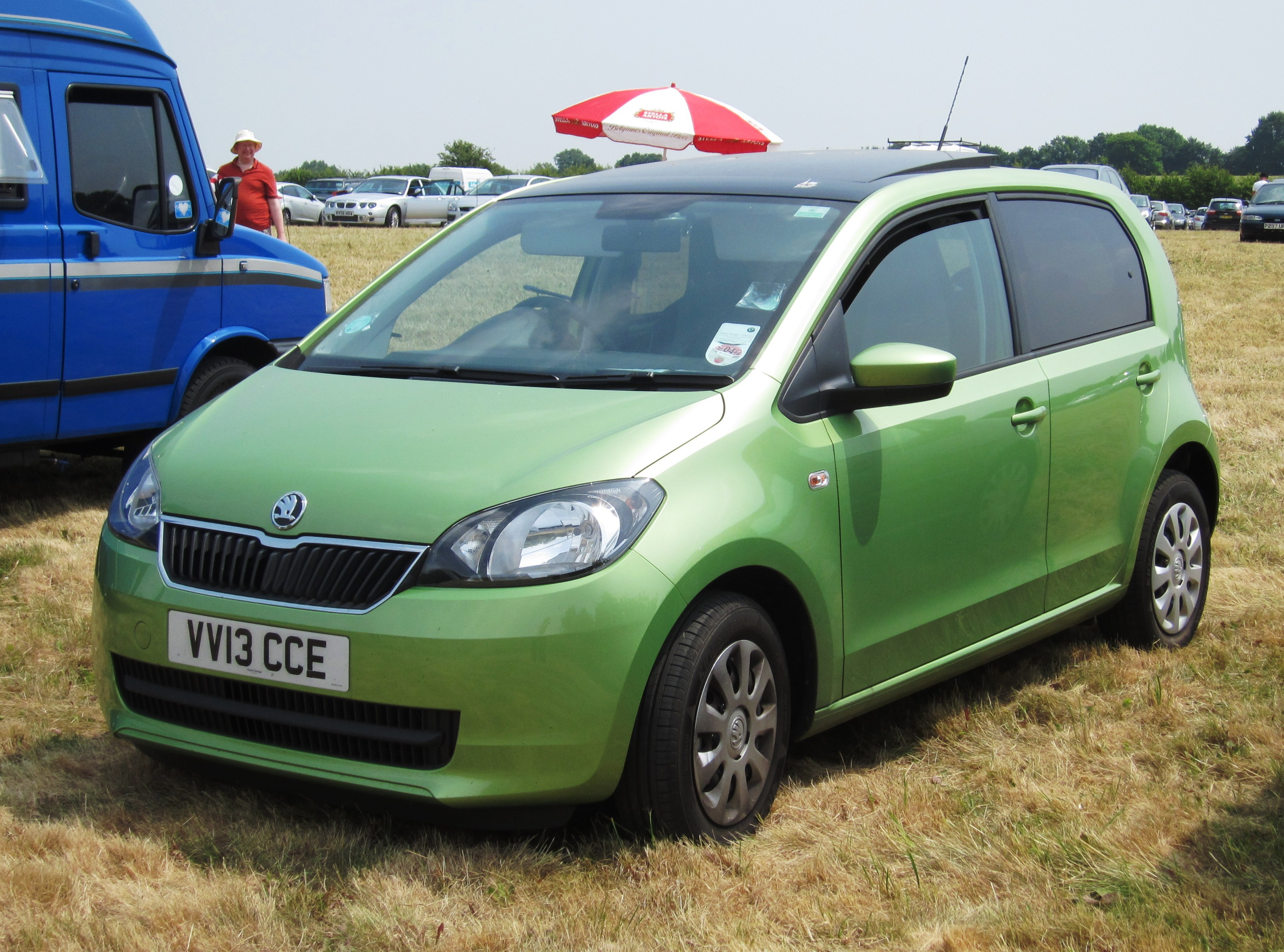
La versione a cinque porte

Il nome è una parola portmanteau e deriva dall'unione dei termini inglesi "City" e "Go"; la vettura è frutto del progetto New Small Family, proprio come la SEAT Mii e la Volkswagen up!, con le quali condivide la maggior parte dei componenti. Da queste ultime si distingue per i paraurti, quello anteriore più spigoloso e quello posteriore dalla forma semplificata, per i proiettori anteriori dalle linee più squadrate e per i fanali con disegno a C. Il portellone invece, in lamiera e quindi più convenzionale rispetto a quello della Volkswagen, è il medesimo della Mii. Praticamente invariati gli interni.
Come le altre due auto, è assemblata nello stabilimento Volkswagen di Bratislava, anche se propulsori e trasmissioni arrivano da Mladá Boleslav.
La Citigo ha portato a debutto il rinnovato logo della casa, tuttavia fino alla dodicesima settimana del 2012 diverse vetture sono state assemblate con il vecchio marchio.
La produzione viene avviata il 13 ottobre 2011 e la commercializzazione inizia due mesi più tardi, inizialmente solo in Repubblica Ceca. Al salone di Ginevra del 2012, il 6 marzo per l'esattezza, viene svelata la variante a cinque porte, e nello stesso periodo la Škoda dà inizio alla vendita nel resto dell'Europa. Nel maggio 2014 esce da Bratislava l'esemplare numero 100.000.
A giugno 2017 è stata sottoposta a un restyling di metà carriera, con modifiche di natura estetica con nuovi fari con luci diurne a LED e un paraurti diverso nella forma che aumenta la lunghezza totale del veicolo di 3,4 cm.

### Sicurezza
La VW up! è stata sottoposta alle prove d'urto Euro NCAP e ha ottenuto cinque stelle. Nello specifico il veicolo testato ha ottenuto l'89 % per la protezione degli occupanti, l'80 % per i bambini, quarantasei punti su cento per la protezione dei pedoni e la dotazione standard di sicurezza è stata valutata con un buon 86 %. Date le analogie tra la up! e la Citigo, la protezione in caso d'urto è praticamente la stessa.

### Meccanica
L'auto è da sempre disponibile esclusivamente con il 1.0 MPI, un tre cilindri in linea di 999 cm³, con iniezione multi-point e senza contralbero. Tale propulsore è frazionato in due varianti di potenza, una con 60 CV e l'altra con 75 CV, alle quali si aggiunge la G-TEC da 68 CV alimentata a metano. In ogni caso l'unità è montata trasversalmente e la trazione è anteriore. La trasmissione è manuale a cinque rapporti, le versioni a benzina possono montare, su richiesta, un cambio robotizzato a cinque rapporti ASG, che da maggio 2015 non è più disponibile per la 75 CV. Le sospensioni prevedono un classico MacPherson all'anteriore e un ponte torcente sull'assale posteriore. L'impianto frenante è misto, con dischi autoventilanti davanti e tamburi dietro.
Nel 2019 è stata presentata la versione con propulsione elettrica, l'unica che sarebbe stata prodotta da lì in poi, denominata Škoda Citigoᵉ iV. Dotata di un motore da 83 CV con 210 Nm di coppia e di una batteria da 36,8 kWh che le consentiva un'autonomia dichiarata di 260 km (ciclo WLTP), è stata prodotta fino alla fine del 2020 quando Škoda ha deciso di fermarne la produzione.

## Riepilogo caratteristiche
| Versione      | Disponibilità          | Famiglia di propulsori | Motore                            | Cilindrata cm³ | Potenza max kW (CV) | Coppia max Nm/giri | Emissioni di CO2 g/km | 0–100 km/h sec. | Velocità max km/h | Consumo medio km/l o in km/m³-kg | Autonomia km | Massa kg |
| 1.0 MPI 60 CV | Dal 06/2012 al 06/2019 | EA211                  | Tre cilindri in linea, ciclo Otto | 999            | 44 (60)             | 95/3000-4300       | 105                   | 14,4            | 160               | 22,2                             | 777          | 854      |
| 1.0 MPI 75 CV | Dal 06/2012 al 06/2019 | EA211                  | Tre cilindri in linea, ciclo Otto | 999            | 55 (75)             | 95/3000-4300       | 108                   | 13,2            | 171               | 21,3                             | 746          | 854      |
| 1.0 MPI G-TEC | Dal 02/2013 al 06/2019 | EA211                  | Tre cilindri in linea, ciclo Otto | 999            | 50 (68)             | 95/3000-4300       | 79                    | 16,3            | 164               | 22,7-34,5                        | 380          | 956      |
| e-iV          | Dal 01/2020 al 08/2020 |                        |                                   | -              | 61 (83)             | 212                | 0                     | 12,5            | 130               | -                                | 260          | 1.160    |